# سبدو
سبدو (به عربی: سبدو) یک شهرداری در الجزایر است که در استان تلمسان واقع شده‌است. سبدو ۳۹٬۸۰۰ نفر جمعیت دارد.